# قائمة بوارج الدولة العثمانية

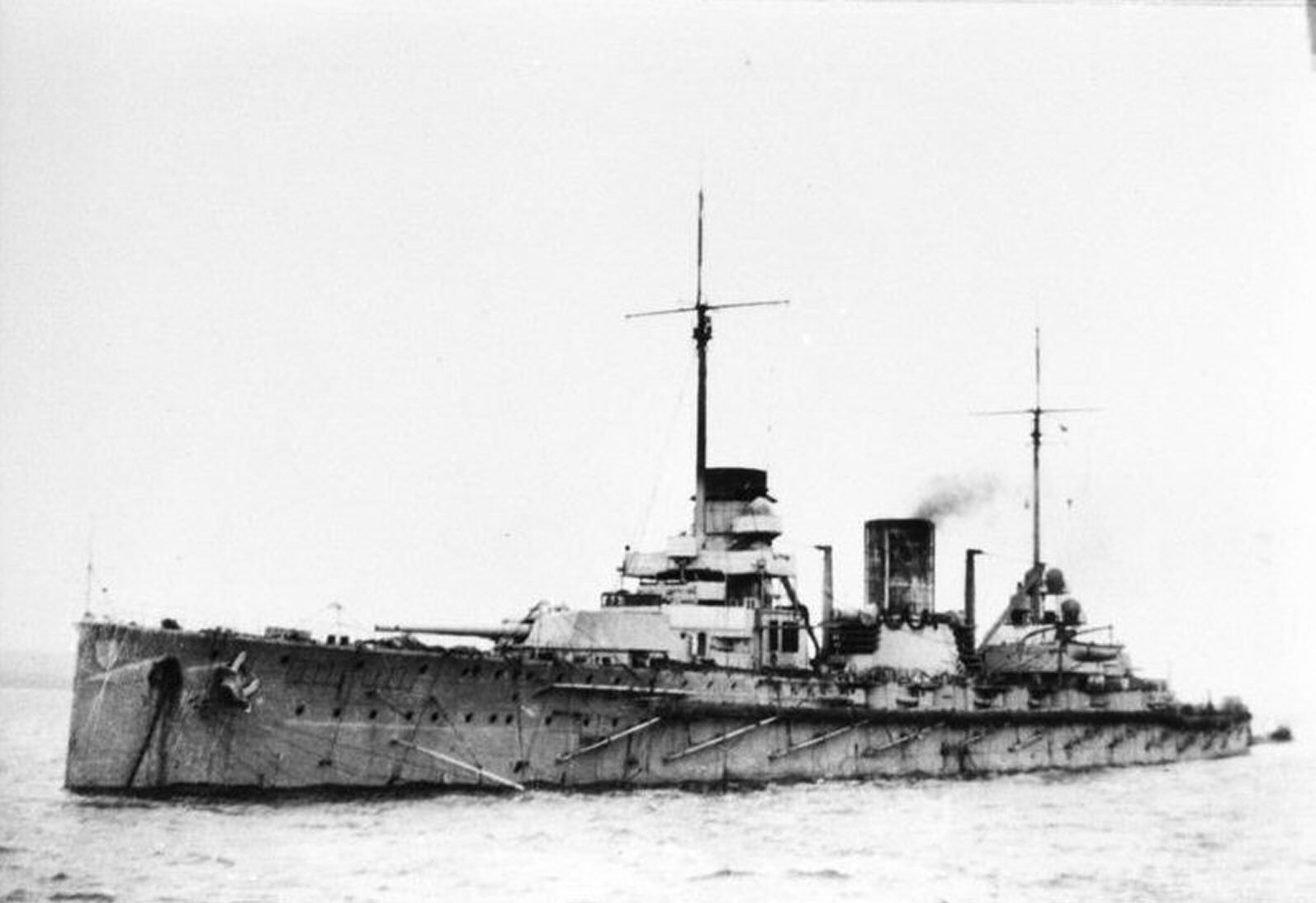
إس إم إسجويبين ، في ميناء في عام 1911. وأصبحت تدعى يافوز سلطان سليم في عام 1914، وخدمت في القوات البحرية العثمانية والتركية لأكثر من نصف قرن.

في أعقاب ثورة تركيا الفتاة في عام 1908، بدأت جمعية الاتحاد والترقي التي كانت قد سيطرت على الدولة العثمانية لوضع خطط لتعزيز القوات البحرية العثمانية. وكانت حالة الأسطول سيئة واضحة للعيان في مجمل القوات العثمانية البحرية من عام 1910.إن محاولات بناء السفن الحربية العثمانية جعلت مثل القطعة البحرية التي تدعى عبد القادر قد انتهت بالفشل، لذلك فقد تأسست المؤسسة العثمانية البحرية بهدف شراء سفن جديدة من خلال التبرعات العامة بدلا من بناءها محليا. على الرغم من هذه الجهود، ظل أسطول في حالة سيئة. مما أسهم في عدم قدرته على الرد على التهديدات البحرية واضحة في حرب البلقان الأولى (1913)، عندما هزمت القوات البحرية العثمانية في اثنين من الاشتباكات المنفصلة من قبل البحرية اليونانية، خلال المعارك من معركة الدردنيل البحرية و معركة البحرية ليمنوس.
بعد الانتهاء من حروب البلقان، بدأ سباق بحري في البلقان بين اليونان والدولة العثمانية. من أجل تحديث أسطول، اشترت مؤسسة العثمانية البحرية البوارج الكبيرة مثل إتس إم إس أجينكورت، وأمرت بشراء ثلاثة قطع سفن حربية من الدرجة ريشاداى ، بما في ذلك شراء قطعة واحدة من التي سبق بناؤها، و إتس إم إس أجينكورت ريشاداى .. المملكة المتحدة صادرت السفن عند اندلاع الحرب العالمية الأولى على الرغم من اثنين فقط يقتربان, إتس إم إس أجينكورت وإيرين. على مصادرة, إتس إم إس أجينكورت (1913) وكانت قد أعيد تسميتها إتس إم إس أجينكورت في حين أن إيرين تم تغيير اسمها إلىإيرين. الاستيلاء على هذه من قبل البحرية الملكية أثار غضب الشعب العثماني، ح أن التبرعات العامة كانت مصدر معظم الأموال للسفن. أما الإمبراطورية الألمانية فقد استغلت الوضع من خلال إرسال الطراد ضرب السفن الطراد الحربي ياووز والطراد الخفيف بريسلاو إلى العاصمة العثمانية القسطنطينية في 1914,و تسليمهم إلى القوات البحرية العثمانية. دخلت هذه السفن اثنين من الخدمة مثل السفينة العثمانية يافوز سلطان سليم والطراد العثمانى لسبوس على التوالي.وقد كان الاستيلاء البريطاني على هذه السفن وكذلك نقل السفن الألمانية للبحرية العثمانية قد ساهم إلى حد كبير في قرار الدولة العثمانية لدخول الحرب العالمية الأولى إلى جانب ألمانيا والقوى المركزية في غضون بضعة أشهر.
خلال الحرب العالمية الأولى، فإن العديد من السفن الحربية العثمانية قد شهدوا قليلا من النشاط أو لا يوجد. وبما أن العديد كانوا في حالة سيئة، وظلوا ببساطة في المراسي طيل فترة الحرب . كانت جميع البوارج مملوكة قانونا من قبل الدولة العثمانية في بداية الحرب، نصفها إما تم إلغاء أوتم مصادرتها من قبل البريطانيين في الأيام الأولى من الصراع. وقد ألغت  عبد القادر  في 1914, بينما الباخرة  خير الدين بربروس قد غرقت في عام 1915.  . بينما الباخرةتورجوت رايس نجت من الصراع وألغيت في 1950. من الثلاثة المخطط لهم سفن حربية من الدرجة ريشاداى السفن، واحد فقط،  ريشاداى ، قد بنيت على الإطلاق مع بقية السفن يجري إلغاؤها فقط قبل الحرب. ريشاداى كانت واحدة من السفن التي استولى عليها البريطانيون في أغسطس 1914. سفينة السلطان العثمانى-ı إيفيل, التي كانت قد اشترى ت من البرازيل في عام 1913, اختطف أيضا من قبل بريطانيا في أغسطس 1914. وآخر سفينة حربية في البحرية العثمانية، "يافوز سلطان سليم '،قد صمدت لما بعدالحرب وألغيت في 1973.

## Key
| المدافع الرئيسية | عدد ونوع من البنادق المدافع الرئيسية                       |
| الإزاحة          | الماء المزاح من السفينة في حمولة قتالية كاملة              |
| قوة الدفع        | عدد عمود, نوع نظام الدفع، وأعلى سرعة المتولدة              |
| خدمة             | بدأ مواعيد العمل والانتهاء على متن السفينة ومصيرها النهائي |
| المنصوص عليها    | تاريخ سفينة مسطحة بداية تمام التجمبع                       |
| الإطلاق          | تاريخ إطلاق السفينة                                        |
| تكليف            | تاريخ تكليف السفينة تكليف                                  |

## عبد القادر

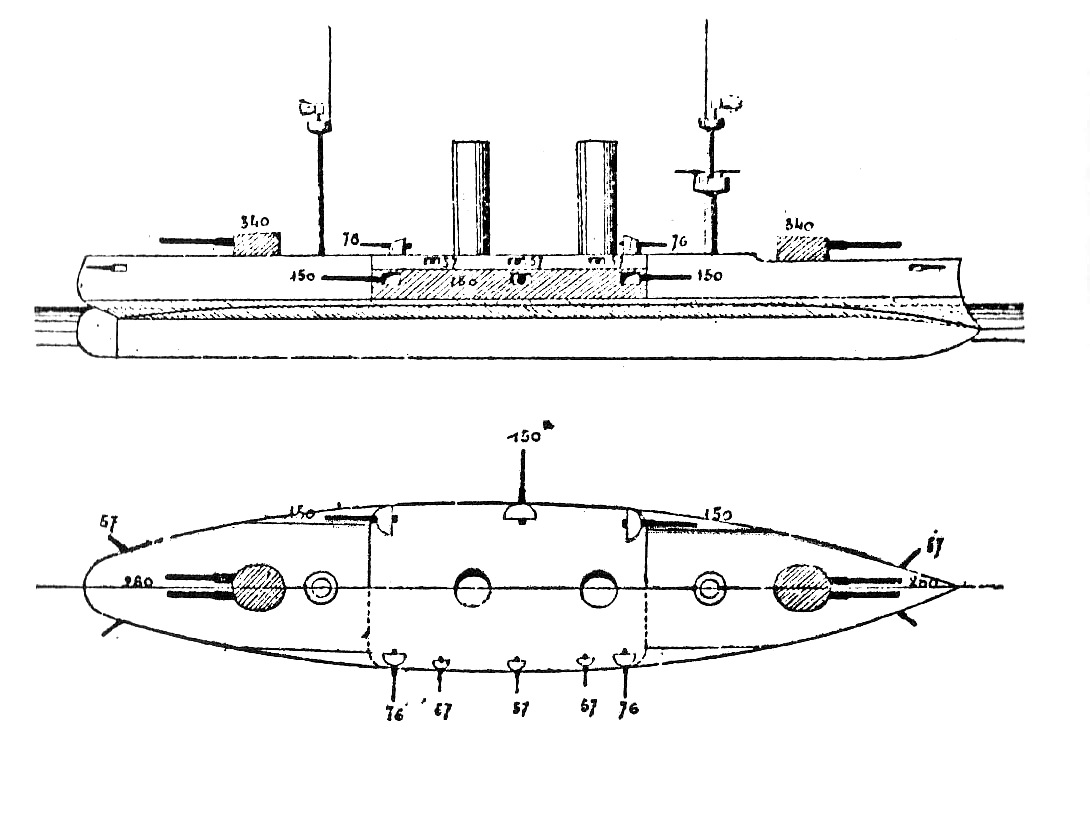
رسم تصميم ل عبد القادر

عبد القادر  كانت أول سفينة حربية عثمانية ما قبل المدرعة البحرية التي يتم بناؤها. وكانت منصوصا عليها في عام 1892 في بداية توسع نطاق صغير للبحرية العثمانية. تباطأ العمل بشكل كبير مرة واحدة حين جرى تدعيمها. قبل 1900 في وقت مبكر كان التقدم الوحيد الذي أحرز هو إضافة دروع حول العارض بها. ، فقد توقف العمل. وكان من المخطط استئناف البناء في عام 1904 ولكن بحلول ذلك الوقت كتل العارضة لها قد إنهارت، والتي كانت تستخدم لمنع القص وترهل، قد فشلت واعتبر ذلك خسارة فادحة للسفينة . وكانت قد إلغاء التطوير على دعامة في عام 1914.
| سفينة      | المدافع الرئيسية     | الإزاحة                        | الدفع                                 | الخدمة          | الخدمة  | الخدمة          | الخدمة                         |
| سفينة      | المدافع الرئيسية     | الإزاحة                        | الدفع                                 | التوقف عن العمل | التدشين | الإعداد للإبحار | الأجل                          |
| ---------- | -------------------- | ------------------------------ | ------------------------------------- | --------------- | ------- | --------------- | ------------------------------ |
| عبد القادر | 4 × 11-بوصة (28 سـm) | 8,100 طن متري (8,000 long ton) | 2 shafts, 18 عقدة (33 كم/س؛ 21 ميل/س) | 1892            | —       | —               | Scrapped in 1914 before launch |